# Ленарт Линдгрен
Ерик Ленарт Хенри Линдгрен (швед. Erik Lennart Henry Lindgren; Малме, 14. април 1915 — Малме, 26. април 1952) био је шведски атлетичар, члан клуба МОИ из Малмеа, специјалиста за трчање на 100 метара.
Као део шведске репрезентације учествовао је на Олимпијским играма 1936 где се такмичио у трци на 100 метара и штафети 4 х 100 метара. У обе дисциплине није успео да се пласира у финале.
Са штафетом 4 х 100 метара освојио је сребрну медаљу на 2. Европском првенству 1938 у Паризу.> Штафета је трчала у саставу:Геста Клеминг, Оке Стенквист, Ленарт Линдгрен, Ленарт Страндберг.
Линдквист је освајао националне титуле на 100 метара (1939) и штафети 4 х 100 метара 5 пута (1934—1938) и штафети 4 х 400 метара 1938.